# Anastrophyllum adulterinum
Anastrophyllum adulterinum là một loài rêu trong họ Anastrophyllaceae. Loài này được Gottsche Stephani mô tả khoa học đầu tiên năm 1893.